# 寻找幸福的赫克托
是一部2014年由彼德．崔爾森執導的英國喜劇電影，鐵克·琳賽（Tinker Lindsay）和瑪利亞·馮·海蘭德（Maria von Heland）為聯席編寫，屬於同一名稱小說由法蘭歌斯·洛來德原著，由西蒙·柏奇和羅莎蒙·派克主演。

## 簡介
生活苦悶的赫克托，他甚至什麼快樂也不知道，為了擺脫困境，他走去非洲、上海、加拿大和美國洛杉磯去尋找快樂之旅。

## 主要演員
- 赫克托（英國倫敦市精神科醫生）：西蒙·柏奇 飾 [7]
  - 年少赫克托：雅各．戴維斯 飾 [8]
- 克拉拉（赫克托長期女友）：羅莎蒙·派克 飾[9]
- 安格斯：東妮·克莉蒂 飾[8]
- 邁克爾：巴利·阿斯馬 飾
- 艾德華（銀行家，是自從來到中國後成為好友）：斯特兰·斯卡斯加德 飾[10]
- 歌爾曼教授：克里斯托弗·普卢默 飾[9]
- 地亞哥‧巴雷斯高：尚·連奴 飾 [8]
- 李英：趙明 飾
- 洛格爾：基斯·格特爾 飾
- 艾倫：格特·威利特 飾
- 老和尚：伊川東吾 飾
- 艾倫：翠斯-安·奧芭曼 飾
- 安嘉莉：威雷妮卡·法雷斯 飾

## 製作
在2012年5月19日，西蒙·柏奇則飾演為赫克托，2012年9月6日，羅莎蒙·派克和克里斯托弗·普卢默，分別演克萊雅和歌爾曼教授。2012年11月1日，斯特兰·斯卡斯加德也參演為艾德華，德國女星威雷妮卡．法雷斯也參與演出，她飾演為安嘉莉。該片在2013年1月開始，其後在2013年4月2日，東妮·克莉蒂和尚·連奴也參與演出。本片製作費用預算達至900萬英鎊（1500萬美元）。
2014年9月19日，相对论传媒承包美國分銷電影所有版權。

## 放映
英國為2014年8月15日上映，美國為2014年9月19日上映，香港為2014年11月27日，該片則被2014年多倫多國際電影節特別播放部份。

## 評價
該片評價也反應不一，該片被爛蕃茄評分為31分，而Metacritic評分為28分。

## 外部連結
- 互联网电影数据库（IMDb）上《寻找幸福的赫克托》的资料（英文）
- 爛番茄上《寻找幸福的赫克托》的資料（英文）
- Metacritic上《寻找幸福的赫克托》的資料（英文）
- Box Office Mojo上《寻找幸福的赫克托》的資料（英文）